# マッカチン企画
マッカチン企画（マッカチンきかく）は3人で活動をする音楽グループ、同人音楽ユニットである。
メンバーのシンゴを中心に、東方projectをはじめ、ロキノン系アレンジ曲を手がける実力派サークル。
ポップンミュージック、SOUND VOLTEXなどへの楽曲提供を行っている。
ポップンミュージックシリーズにもいくつか収録されている「渋谷系」を手がけており、パイン・ケニーの癒し＋脱力系の男女ツインボーカルにほんわかな穏やかな音を作り出す表現力が魅力。

## メンバー
メンバー
シンゴ
マッカチン企画代表。楽曲制作、アレンジを担当。ライブではギター、コーラス、MCを担当。
パイン
女性ボーカル担当。多くの楽曲で作詞を担当している。
ケニー
男性ボーカル担当。ライブではギターも担当する。